# Dom João I (1828)
Il Dom João I era una corvetta da 18 cannoni della Armada Real, costruito in India negli venti del XIX secolo.

## Storia
Costruita presso l’arsenale di Damão in legno di teak, sotto la direzione di Jadó Simog la corvetta Dom João I fu realizzata utilizzando materiale proveniente dalla demolizione della corvetta Infante Dom Miguel, venendo varata il 9 ottobre 1828. Entrata subito in servizio l’unità dimostrò subito buone doti di navigazione, entrando nel porto di Goa, India, il 28 novembre dello stesso anno. Nel corso del 1830 salpò da Goa, al comando del Capitão-tenente José António Marcelino Pereira, per raggiungere Lisbona, trasportando l’ex governatore di Macao. Nel 1831, durante il corso della guerra civile, fu catturata dalla squadra francese del contrammiraglio Albin Roussin durante la battaglia del Tago (11 luglio), entrando per un breve periodo, in servizio nella marina francese. Restituita al Portogallo il 30 luglio 1834, l’11 novembre di quello stesso anno, al comando del Capitão-tenente João Maria Ferreira do Amaral, si recò in Sardegna per una missione diplomatica per conto del governo liberale.
Nel 1840, al comando del Capitão-tenente Francisco Soares Franco, andò da Funchal a Maranhão con la missione di proteggere gli interessi dei cittadini portoghesi ivi residenti. In quello stesso anno trasportò in Algarve il Batalhão de Infantaria n.8. Nel corso del 1841 eseguì una missione di repressione del contrabbando alle isole Azzorre, e il 15 ottobre dello stesso anno partì da Faial per raggiungere Rio de Janeiro, assegnata alla locale stazione navale.
Il 22 luglio 1847 la corvetta salpò da Lisbona per raggiungere Madeira, e le Azzorre, al fine di sostenere le nuove autorità civili designate dalla regina Maria II dopo la firma della convenzione di Gramido. Nel 1849 l’unità partì per il Brasile trasportando il ministro plenipotenziario di Sua Maestà, e la sua famiglia, alla Corte di Rio de Janeiro. Nel 1850 salpò da Rio de Janeiro per Macao con a bordo il nuovo governatore, e Capitão de mar e guerra Pedro Alexandrino da Cunha. Nel gennaio 1851 la corvetta partì da Macao per Hong Kong, con a bordo il nuovo governatore, capitano di vascello, Francisco António Gonçalves Cardoso. Nel 1852, al comando del Capitão-tenente Domingos Roberto de Aguiar, fece parte della squadra navale che trasportò l’Imperatrice Amelia Duchessa di Braganza e il suo seguito sull'isola di Madeira.
L'anno la nave si recò a Macao facendo scalo al Capo di Buona Speranza e a Timor. Nel 1854 la Dom João I trasportò il Governatore della provincia e il ministro plenipotenziario francese da Macao a Ning-Po, con soste a Hong Kong e Amoy, e nel luglio dello stesso anno la nave eseguì con successo una missione di contrasto alla pirateria cinese. Nel 1860 la Dom João I trasportò il governatore Isidoro Francisco Guimarães in Giappone, al fine di negoziare un trattato di pace, amicizia e commercio con il locale governo imperiale. Nel 1861 la corvetta effettuò un secondo viaggio in Giappone, con sosta a Shanghai, al fine di ratificare il trattato commerciale portoghese-giapponese. A causa delle avverse condizioni meteorologiche la nave dovette rientrare a Macao. Tornata in Portogallo, nel 1864 la nave lasciò la foce del Tago, insieme alla cannoniera " Maria Ana" e alla goletta "Barão de Lazarim", per trasportare truppe in Mozambico. Nel 1866 la Dom João I fu assegnata alla stazione navale dell’Angola, dove si recò trasportando il nuovo governatore generale, Francisco António Gonçalves Cardoso, dell'Angola. Nel 1869 ritornò a Macao, assegnata alla locale stazione navale, ma durante il viaggio incappò in una violenta tempesta e solo la perizia del comandante Comandante Tomás José de Sousa Soares de Andréa riuscì ad evitare il peggio. Nel 1873 effettuò una crociera al largo delle coste dell'Angola, venendo disarmata il 30 aprile 1874. Trasformata in nave deposito per il personale della locale stazione navale il 10 dicembre 1877, svolse tale servizio per qualche tempo, e nel 1892 risultava ancora esistente arenata sulla spiaggia di Luanda.

### Annotazioni
1. ↑  L'obiettivo era quello di rafforzare la stazione navale portoghese in America del Sud (Estação Naval de América do Sul).
2. ↑  Le altre unità erano il vapore Infante Dom Luís e la fregata Dom Fernando e Glória.

### Fonti
1. ↑  Nel 1841.
2. ↑  Esparteiro 1949, p. 6.
3. 1 2 3  Esparteiro 1949, p. 5.
4. ↑  Marques Pereira 1863, p. 9.
5. ↑  Marques Pereira 1863, p. 10.
6. ↑  Esparteiro 1949, p. 9.
7. 1 2 3 4 5  Esparteiro 1949, p. 10.
8. ↑  Esparteiro 1949, p. 12.
9. 1 2  Esparteiro 1949, p. 13.
10. 1 2  Esparteiro 1949, p. 14.
11. ↑  Esparteiro 1949, p. 15.
12. ↑  Esparteiro 1949, p. 17.
13. ↑  Esparteiro 1949, p. 18.
14. 1 2 3  The Directory & Chronicle for China, Japan, and the Philippines 1865, p. 24.
15. ↑  Esparteiro 1949, p. 21.
16. 1 2 3  Esparteiro 1949, p. 24.
17. ↑  Marques Pereira 1863, p. 37.
18. 1 2  Marques Pereira 1863, p. 30.
19. 1 2  Marques Pereira 1863, p. 217.
20. ↑  Esparteiro 1949, p. 34.
21. ↑  Esparteiro 1949, p. 37.
22. 1 2  Esparteiro 1949, p. 39.
23. ↑  Esparteiro 1949, p. 50.
24. 1 2 3 4  Esparteiro 1949, p. 51.